# テトラメレス科
テトラメレス科 (テトラメレスか、Tetramelaceae) はウリ目に属する植物の科の一つ。東洋区の熱帯雨林に自生する高木である。かつてはナギナタソウ科 (Datiscaceae) の一部とされていた。

## 分類
2属に2種が属する。
- Octomeles - Octomeles sumatrana Miq. 1種のみ。
- Tetrameles - Tetrameles nudiflora R. Br 1種のみ。